# Isaiah Roby
Isaiah Roby (ur. 3 lutego 1998 w Dixon) – amerykański koszykarz, występujący na pozycji niskiego skrzydłowego.
W 2019 reprezentował Dallas Mavericks, podczas letniej ligi NBA.
24 stycznia 2020 trafił w wyniku wymiany do Oklahoma City Thunder. 5 lipca 2022 został zawodnikiem San Antonio Spurs. 3 marca 2023 opuścił klub. 9 kwietnia 2023 dołączył do New York Knicks. 18 października 2023 został zwolniony.

## Osiągnięcia
Stan na 21 października 2023, na podstawie, o ile nie zaznaczono inaczej.
NCAA
- Laureat nagród:
  - Big Ten Sportsmanship Award (2019)
  - Nebraska Scholar-Athlete Honor Roll (Spring 2017)
  - Tom Osborne Citizenship Team (2017, 2019)